# Polygala laxifolia
Polygala laxifolia är en jungfrulinsväxtart som beskrevs av Arthur Wallis Exell. Polygala laxifolia ingår i släktet jungfrulinssläktet, och familjen jungfrulinsväxter. Inga underarter finns listade i Catalogue of Life.